# Autogram
Autogram (с серб. — «Автограф») — семнадцатый студийный альбом сербской певицы Светланы «Цецы» Ражнатович, выпущенный 25 июня 2016 года на её собственном лейбле Ceca Music.

## Запись
Цеца вместе со своими коллегами начала работу над материалом для альбома в январе 2016 года, а непосредственно студийная запись была начата в апреле того же года. Певица также поделилась с журналистами, что над альбомом работают Марина Туцакович и Дамир Ханданович. Впервые с 1996 года в работе над альбомом Цецы не принимал Александар Милич. Также в качестве соавторов песен на альбоме заявлены Милан Радулович и Лилиана Йоргованович. Автором песни «Nevinost» стала Биляна Спасич. В мае стало известно, что песня «Metar odavde» была записана в дуэте с солистом группы «Tropico Band» Александаром Цветковичем. Дочь Цецы, Анастасия Ражнатович, также появляется на альбоме в качестве бэк-вокалистки. Материал для альбома был записан на студии Studio Miraco Music в Сербии, постпродакшн был произведён в Нью-Йорке, США.

## Релиз и продвижение
19 июня был обнародован трек-лист альбома, а на следующий день певица показала обложку и назвала дату выхода — 25 июня. Также был выпущен рекламный ролик альбома, в котором звучал отрывок песни «Didule». Позже в сети появился отрывок песни «Trepni». 24 июня на сербских радиостанциях заиграли песни «Autogram» и «Cigani», в тот же день на официальном канале Цецы на YouTube были опубликованы лирик-видео ко всем песням с альбома. 25 июня альбом стал доступен для цифровой загрузки и на физических носителях.
В поддержку альбома певица отправилась в одноимённое турне. Первый концерт состоялся 7 июля 2016 года в городе Кончарево, Сербия, перед пятнадцатитысячной аудиторией. Из нового альбома певица исполняла песни «Autogram», «Dobrotvorne svrhe», «Didule», «Anđeo drugog reda», «Jadna ti je moja moć», «Cigani», «Nevinost», «Metar odavde» и «Trepni».

## Критика
| Оценки критиков | Оценки критиков |
| Источник        | Оценка          |
| --------------- | --------------- |
| MNSWeebly       | 7,5/10          |
| Tegla           | негативная      |

Сербский музыкальный портал MNSWeebly дал альбому 7,5 баллов из 10. Отметив, что альбом не несет в себе ничего нового, так как создан по универсальной формуле любого альбома Цецы. Песни «Trepni» и «Jadna ti my moć» издание определило как лучшие на альбоме, а вот дуэтную «Metar odavde» они назвали худшей песней певицы за всю карьеру.
Музыкальный портал Tegla назвал данный альбом самым слабым из всей дискографии Цецы, в частности из-за отсутствия продюсера Александара Милича. Единственной заслуживающей внимания песней назвали «Trepni», во всём остальном альбомом посчитали дешёвым, начиная от песен и заканчивая вокалом исполнительницы.

## Достижения
| Название               | Кол-во просмотров |
| ---------------------- | ----------------- |
| «Autogram»             | 50 643 770 +      |
| «Dobrotvorne svrhe»    | 16 594 740 +      |
| «Didule»               | 29 914 710 +      |
| «Trepni»               | 74 769 720 +      |
| «Metar odavde»         | 45 011 030 +      |
| «Anđeo drugog reda»    | 18 466 490 +      |
| «Anđeo drugog reda»    | 19 465 530 +      |
| «Luda za sebe»         | 15 492 040 +      |
| «Cigani»               | 19 289 480 +      |
| «Netačan odgovor»      | 17 003 960 +      |
| «Jadna ti je moja moć» | 47 394 510 +      |
| «Nevinost»             | 23 065 660 +      |
| «Nevinost»             | 24 596 720 +      |
| Всего: 385 778 440 +   |                   |

### YouTube
Альбом достиг больших успехов на платформе YouTube. Лирик-видео на заглавную песню «Autogram» менее чем за сутки смогло набрать более миллиона просмотров, что стало рекордом среди исполнителей Юго-восточной Европы. Ролик смог попасть на верхние строчки трендов YouTube Сербии, Черногории, Боснии и Герцеговины, Словении и Хорватии. За сутки альбом набрал более семи миллионов просмотров, за неделю — 31 миллион, за десять дней — 50 миллионов.

### Награды и номинации
- Читатели газеты Vesti назвали песню «Metar odavde» главным хитом лета, а Цецу — лучшей певицей 2016 года[13].
- Телеканал Pink вручил Цеце награду «Главный хит 2016 года» за песню «Trepni»[14].
- Видеоклип на песню «Nevinost» был номинирован на премию «MAC Awards» как лучшее музыкальное видео[15].

## Участники записи
Музыканты
- Светлана Ражнатович — вокал
- Анастасия Ражнатович — бэк-вокал (5-7)
- Дамир Ханданович — бэк-вокал (1, 3, 6, 8-11), аккордеон (3), басс (11), барабаны (8, 10, 11), электрическое фортепиано (1), дарбука (3, 6, 8-11), клавишные (1, 3, 6, 8-11)
- Драгана Ракчевич — бэк-вокал
- Микро Гаврич — бэк-вокал, клавишные (2, 4, 5)
- Энес Маврич — аккордеон (9, 10)
- Сречко Митрович — аккордеон (3), клавишные (1, 3, 6, 8-11)
- Горан Божович — акустическая гитара (1)
- Петар Трумбеташ — акустическая гитара (3, 6, 8-11), бузуки (2, 4, 6, 10, 11), электрическая гитара (1-4, 6, 8-11)
- Мирослав Товирац — басс (6, 8-10)
- Милош Николич — духовые (1, 8, 9)
- Боян Васич — клавишные (2, 4, 5)
- Сунай Ибраимович — скрипка (6, 8)

Технический персонал
- Дамир Ханданович — аранжировка (1, 3, 6, 8-10), микширование (1, 3, 6, 8-10), автор музыки (1, 3, 6, 8-11), программирование (1, 3)
- Марко Цветкович — аранжировка (2, 4, 5), микширование
- Боян Васич — автор музыки (2, 4, 5), аранжировка (2, 4, 5)
- Марина Туцакович — автор слов (1-10)
- Лилиана Йоргованович — автор слов (6, 8)
- Микро Гаврич — продюсирование
- Станислав Закич — дизайн
- Милош Надаждин — фото

## Список композиций
| №                   | Название               | Текст песни                            | Музыка                                | Длительность |
| ------------------- | ---------------------- | -------------------------------------- | ------------------------------------- | ------------ |
| 1.                  | «Autogram»             | Марина Туцакович, Милан Радулович      | Дамир Ханданович                      | 3:12         |
| 2.                  | «Dobrotvorne svrhe»    | Марина Туцакович                       | Боян Васич                            | 3:30         |
| 3.                  | «Didule»               | Марина Туцакович                       | Дамир Ханданович                      | 3:21         |
| 4.                  | «Trepni»               | Марина Туцакович                       | Боян Васич                            | 4:05         |
| 5.                  | «Metar odavde»         | Марина Туцакович, Александар Томач     | Боян Васич                            | 3:31         |
| 6.                  | «Anđeo drugog reda»    | Марина Туцакович, Лилиана Йоргованович | Дамир Ханданович                      | 3:09         |
| 7.                  | «Luda za sebe»         | Марина Туцакович                       | Кике Лесендрич                        | 3:01         |
| 8.                  | «Cigani»               | Марина Туцакович, Лилиана Йоргованович | Дамир Ханданович                      | 3:25         |
| 9.                  | «Netačan odgovor»      | Марина Туцакович                       | Дамир Ханданович                      | 3:25         |
| 10.                 | «Jadna ti je moja moć» | Марина Туцакович                       | Дамир Ханданович                      | 3:08         |
| 11.                 | «Nevinost»             | Биляна Спасич                          | Милан Дмитриевич, Хусейн Алиевич Хуса | 4:19         |
| Общая длительность: | Общая длительность:    | Общая длительность:                    | Общая длительность:                   | 38:31        |

## История релиза
| Регион   | Дата         | Формат                                        | Лейбл      |
| -------- | ------------ | --------------------------------------------- | ---------- |
| Мир      | 25 июня 2016 | Цифровая загрузка, стриминг                   | Ceca Music |
| Сербия   | 25 июня 2016 | CD (стандартное издание / издание с постером) | Ceca Music |
| Болгария | 18 июля 2016 | CD (издание с постером)                       | Ceca Music |